# Johann Ernst Kregel von Sternbach

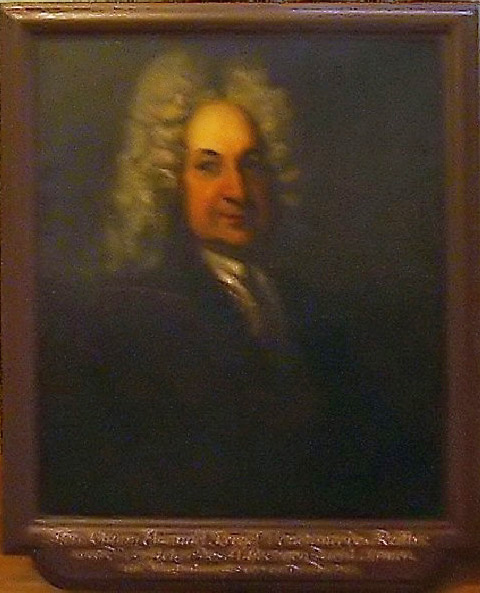
Johann Ernst Kregel von Sternbach um 1707

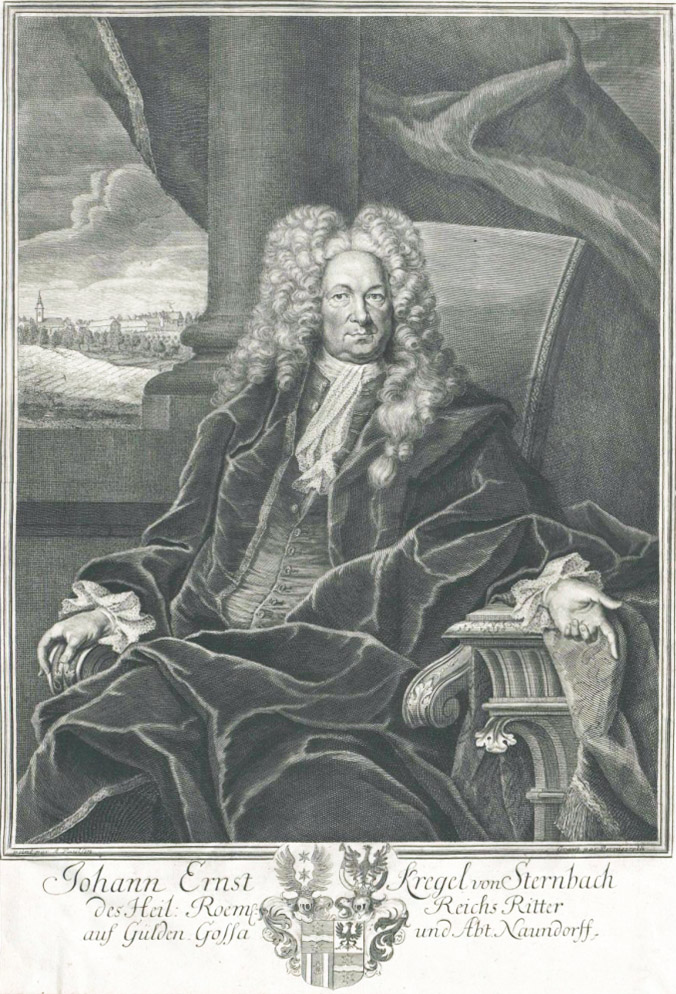
Um 1730

Johann Ernst Kregel von Sternbach (* 13. August 1652 in Magdeburg; † 26. Dezember 1731 in Leipzig) war Wollhändler, Ratsherr und Baumeister in Leipzig.

## Leben
Johann Ernst Kregel war der Sohn des Magdeburger Bürgers Nikolaus Kregel. Durch Wollgroßhandel war er in Leipzig zu Reichtum gekommen. Im Jahr 1690 kaufte er das nordöstlich von Leipzig gelegene Gut Abtnaundorf und wurde hier Erb-, Lehn- und Gerichtsherr. Am Leipziger Neumarkt baute er von 1695 bis 1697 sein Haus „Zur Großen Feuerkugel“ von Grund neu auf. Später kaufte er die rückseitig angrenzenden Grundstücke in der heutigen Universitätsstraße (bis 1839 Alter Neumarkt) und schuf nach deren Neuaufbau einen der ersten Leipziger Durchgangshöfe.

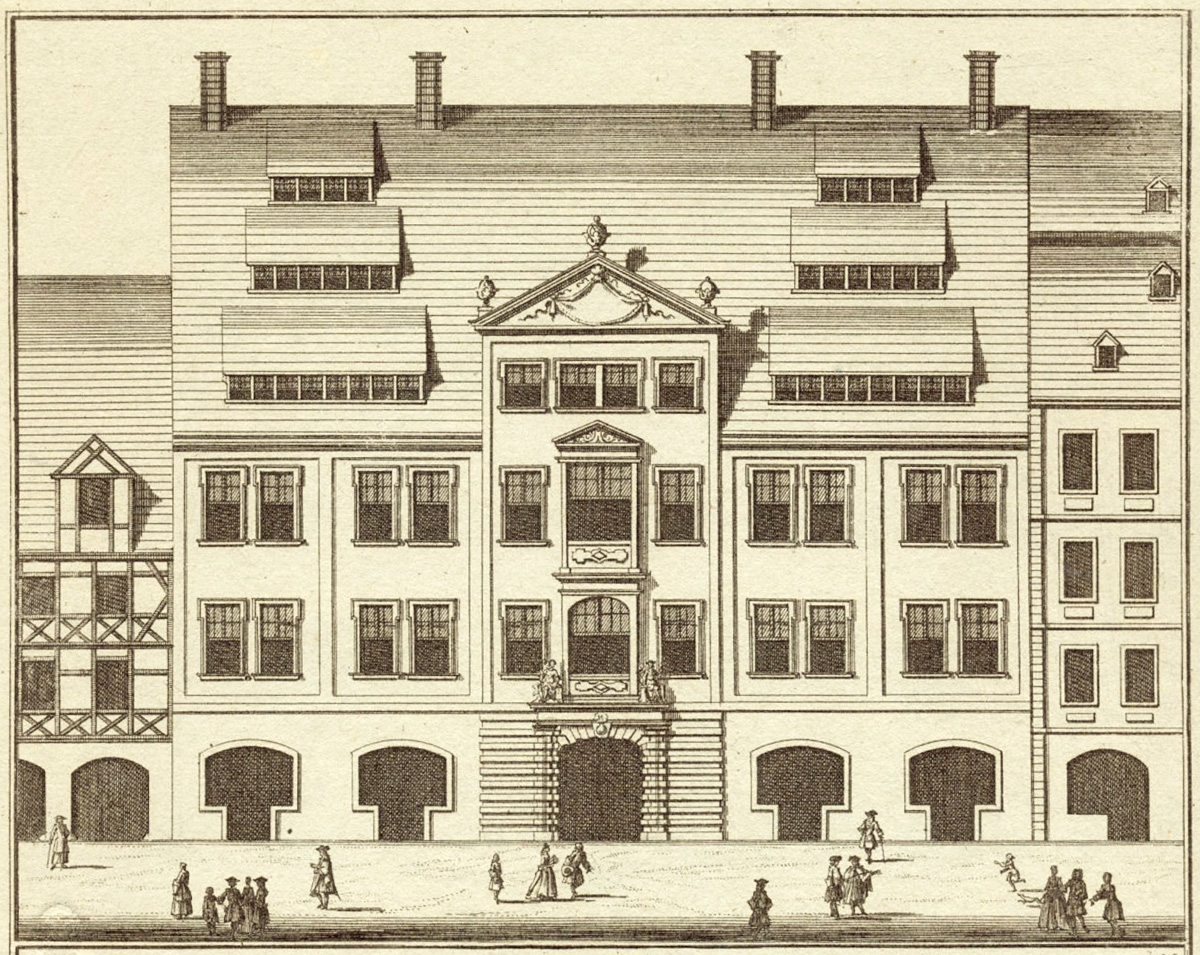
Die Große Feuerkugel 1722
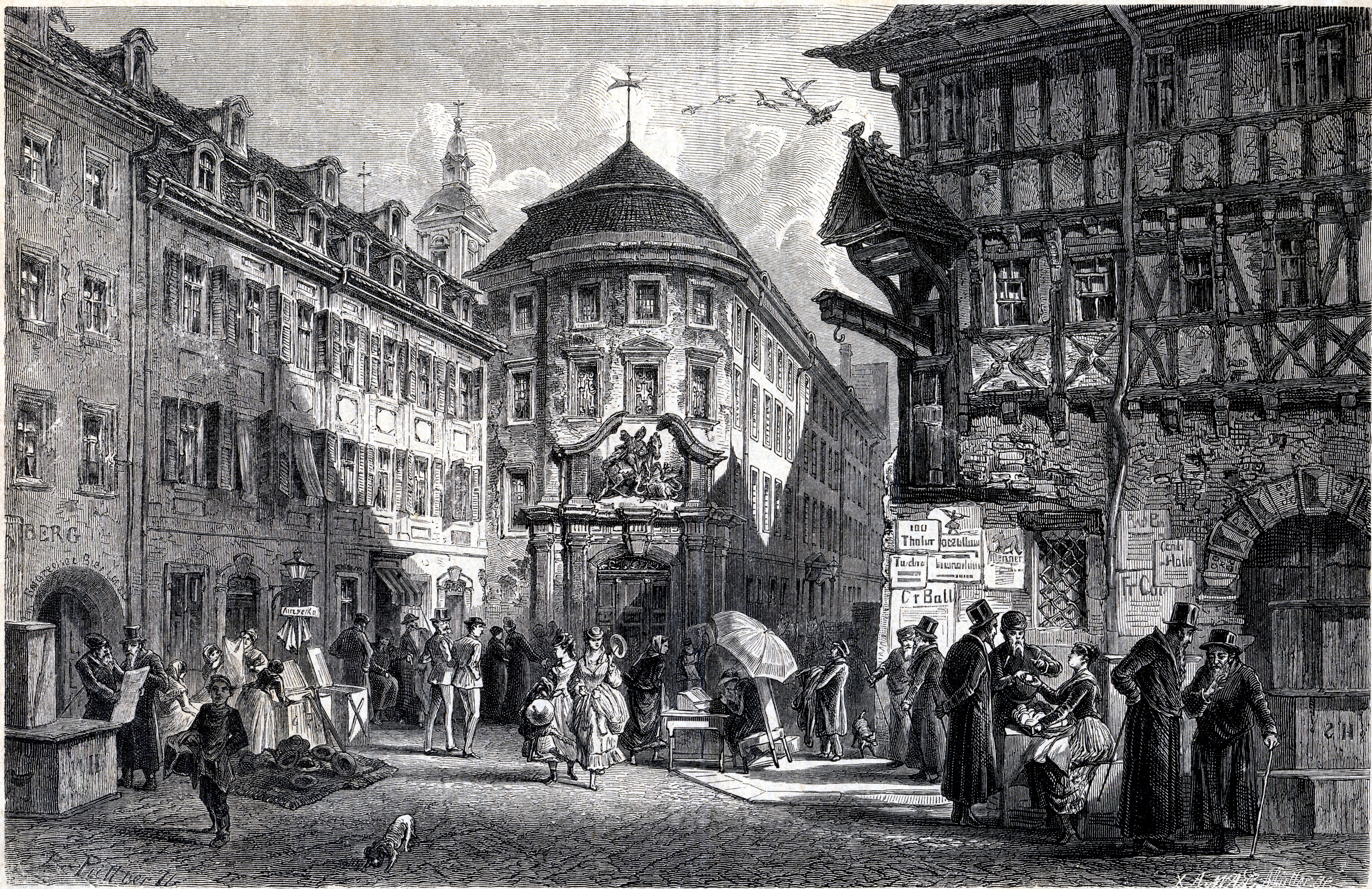
Das Georgenhaus
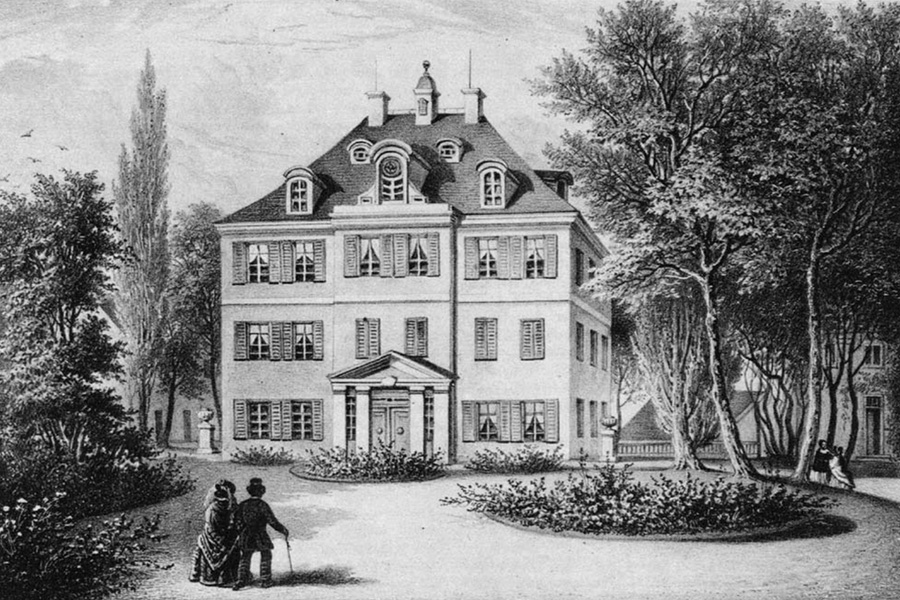
Herrenhaus Abtnaundorf
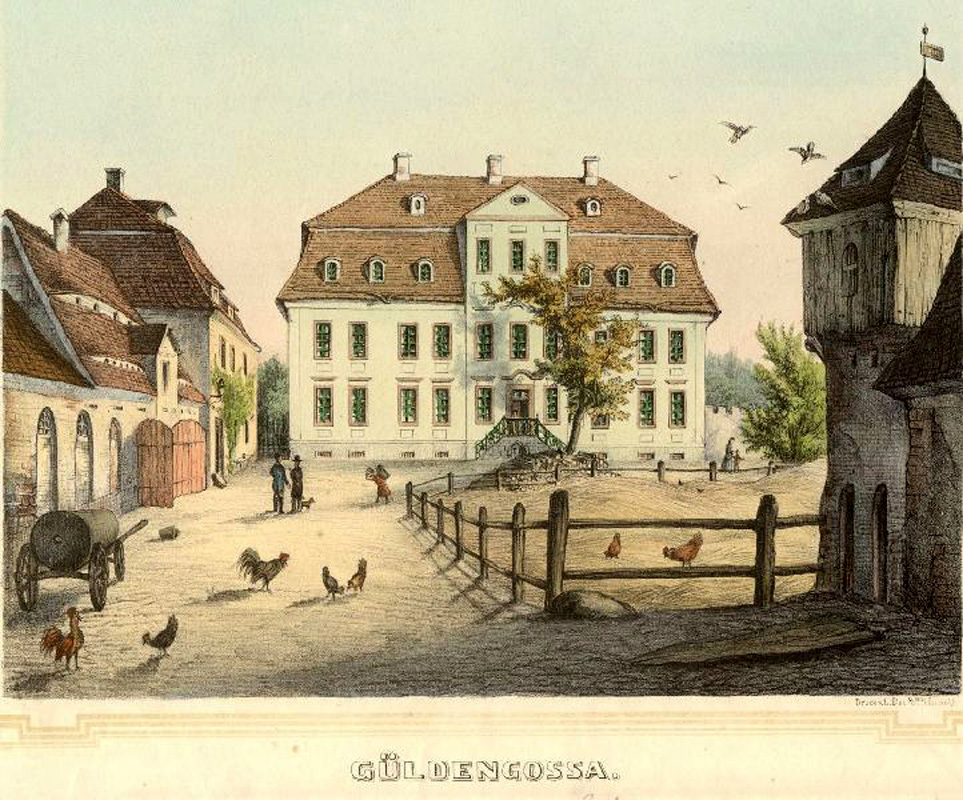
Gut Güldengossa

Am 22. August 1697 wurde er durch den Kurfürsten von Sachsen Friedrich August I. („der Starke“) mit dem Prädikat „Edler Herr von Sternbach“ in den Reichsadelsstand erhoben.
Neben mehreren Stiftungen für die Leipziger Thomasschule initiierte er den Bau des als Hospital, Zucht- und Waisenhaus genutzten Georgenhauses am Brühl und beteiligte sich daran auch finanziell. Von 1701 bis 1709 war er dessen erster Vorsteher. Das Georgenhaus ist einer der Vorgänger des heutigen Klinikums St. Georg Leipzig.
Im Jahr 1720 erwarb er das Gut Güldengossa südlich von Leipzig. Hier errichtete er 1721 ein großzügiges barockes Herrenhaus und legte einen Park an. Er finanzierte auch einen Erweiterungsbau der Kirche im Ort und stiftete zwei Glocken.
Als Baumeister errichtete er 1720 das Herrenhaus für das Gut Neuscherbitz.
Kregel war zweimal verheiratet, zunächst ab 1678 mit Anna Florentine Schultze (geborene Kleinau; 1657–1691), und ab 1692 mit Johanna Susanna Graf.
Nach dem Tod Kregels von Sternbach trat sein gleichnamiger Sohn, der Hof- und Justitienrat Johann Ernst Kregel von Sternbach (* 8. Oktober 1686 in Leipzig; † 3. Februar 1737 ebd.), sein Erbe an.

## Ehrung
Leipzig ehrte seinen ehemaligen Bürger 1907 mit der Benennung der Kregelstraße im Stadtteil Thonberg und die Familie Kregel von Sternbach 1932 mit der Sternbachstraße in Abtnaundorf.